# Eskimo Callboy (EP)
Eskimo Callboy è il primo EP del gruppo musicale tedesco omonimo, pubblicato nel 2010 dalla Tone Df Records.
Il disco è stato successivamente ristampato dalla Redfield Records il 25 giugno 2011.

## Tracce
1. Intro – 0:51
2. Monsieur Moustache vs. Clitcat – 2:55
3. Antichrist Sex Pornstyle – 3:31
4. Hey Mrs. Dramaqueen – 3:27
5. Prom Night – 3:22
6. Outro – 1:33

## Formazione
Hanno partecipato alle registrazioni, secondo le note di copertina:
- Sebastian Biesler (Sushi) – voce
- Pascal Schillo – chitarra
- Daniel Haniß – chitarra
- Michael Malitzki – batteria
- Kevin Ratajczak – sintetizzatore, cori
- Daniel Kloßek – basso